# Kiba
Kiba (牙 - KIBA-, Kiba literalment l'«ullal») és un anime de la fantasia de Studio Madhouse que començà a difondre's en TV Tokyo el 5 d'abril de l'any 2006. La sèrie és dirigida per Hiroshi Kōjina amb la coberta superior Japó, una companyia del joc de targeta que negocia com el patrocinador principal.